# Indian Springs (Nevada)
Indian Springs è un census-designated place (CDP) degli Stati Uniti, situato nella Contea di Clark nello stato del Nevada. Nel censimento del 2000 la popolazione era di 1.306 abitanti.

## Geografia fisica
Secondo i rilevamenti dell'United States Census Bureau, la località di Indian Springs si estende su una superficie di 49,3 km², tutti occupati da terre.

## Popolazione
Secondo il censimento del 2000, a Indian Springs vivevano 1.306 persone, ed erano presenti 341 gruppi familiari. La densità di popolazione era di 39,5 ab./km². Nel territorio comunale si trovavano 657 unità edificate. Per quanto riguarda la composizione etnica degli abitanti, l'88,02% era bianco, l'1,15% era afroamericano, il 2,00% era nativo, l'1,15% era asiatico e lo 0,84% proveniva dall'Oceano Pacifico. Il 4,22% della popolazione apparteneva ad altre razze e il 2,61% a più di una. La popolazione di ogni razza ispanica corrispondeva al 6,84% degli abitanti.
Per quanto riguarda la suddivisione della popolazione in fasce d'età, il 29,0% era al di sotto dei 18, l'8,5% fra i 18 e i 24, il 23,4% fra i 25 e i 44, il 28,0% fra i 45 e i 64, mentre infine l'11,1% era al di sopra dei 65 anni di età. L'età media della popolazione era di 37 anni. Per ogni 100 donne residenti vivevano 105,0 maschi.